# Лузиньяны

Герб кипрских Лузиньянов

Герб королей Кипра и Иерусалима

Герб Левона V, короля Армении

Герб королей Кипра, Иерусалима и Армении

Лузинья́ны (фр. Lusignan [lyziɲɑ̃], арм. Լուսինյաններ; греч. Λουζινιάν; англ. Lusignan /ˈluːzɪnjɒn/) — знатный род французского происхождения, который в разное время правил несколькими княжествами в Европе и Леванте, в том числе королевствами Иерусалима, Кипра и Киликийской Армении, с XII по XV века в средние века. Он также имел большое влияние в Англии и Франции.

## История

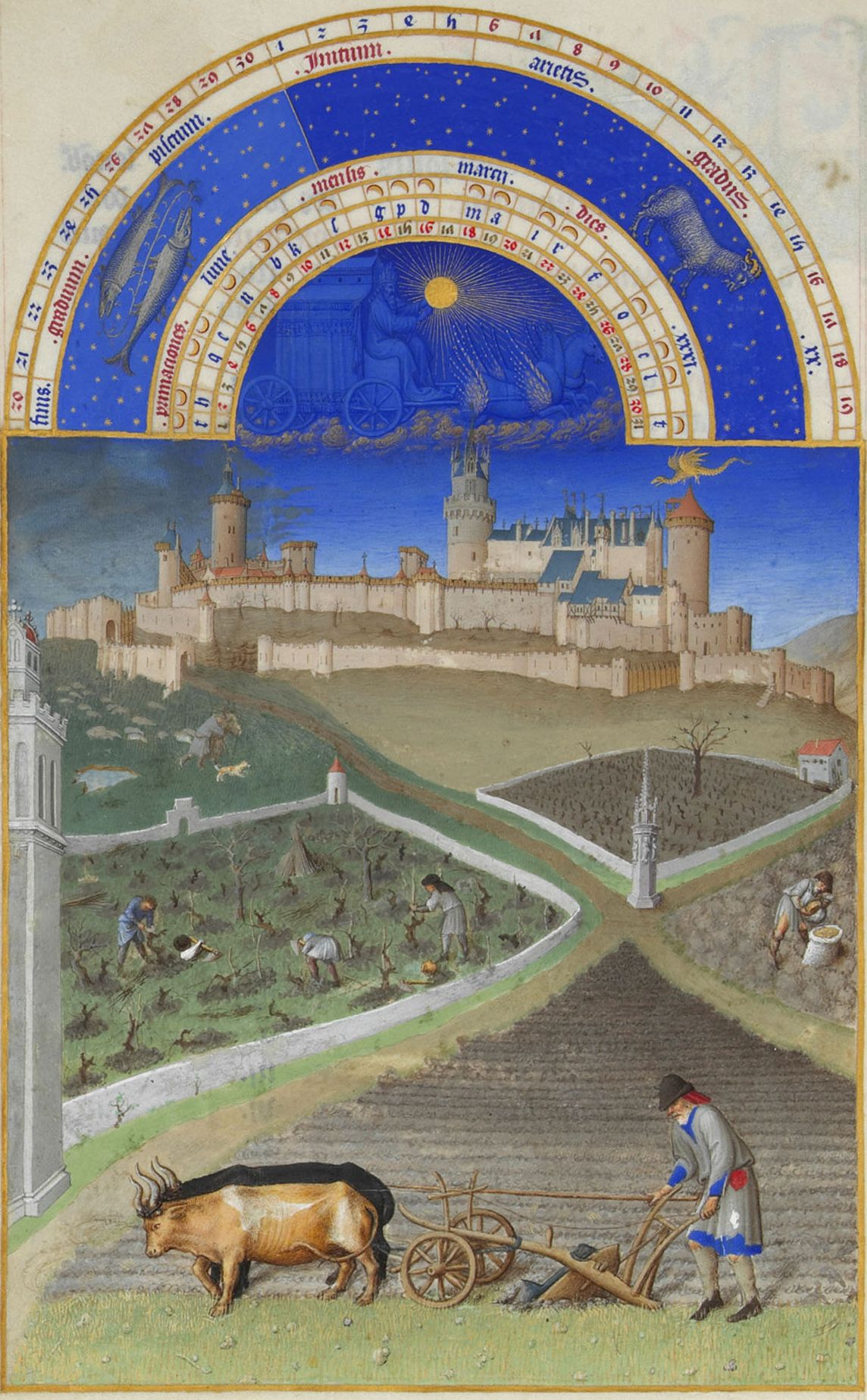
Великолепный часослов герцога Беррийского (1412/16), Март: Шато-де-Лузиньян

Фамилия Лузиньян была одним из дворянских родов Западной Франции, получившим своё имя по замку Лузиньян, который Лузиньяны держали как вассалы графов Пуату и герцогов Аквитании. этот замок был главной резиденцией Лузиньянов. Людовик XIV укрепил его, и он использовался как тюрьма, школа и удобная каменоломня для строительных материалов. Его сравняли с землей в 18 веке, чтобы создать парк для местных жителей. Сегодня остались только его основы. Согласно фольклору, самый ранний замок был построен Мелюзиной, духом воды.
В связи с неоднократным участием Лузиньянов в крестовых походах, у представителей этого рода завязались тесные связи в государствах крестоносцев на Ближнем Востоке. Видимо, поэтому Амори Лузиньян, принимавший участие в мятеже против английского короля Генриха II, бежит от преследований в Иерусалимское королевство. Здесь он способствует женитьбе своего брата Ги на наследнице иерусалимского престола Сибилле. После смерти её брата Балдуина IV и малолетнего сына Балдуина V королём Иерусалимским становится Ги де Лузиньян (в 1186 году). Впрочем, на следующий год Ги был разгромлен наголову мусульманами под предводительством Салах-ад-Дина в битве при Хаттине. Ги де Лузиньян оказался в плену и потерял Иерусалим. После освобождения, однако, в возвращении в Святую землю ему отказал Конрад Монтферратский, бывший краткое время иерусалимским королём (1192). В результате Ги покупает у Ричарда I Львиное Сердце права на завоёванный англичанами Кипр. После смерти правнука Ги, Гуго III, Кипр оказался для рода Лузиньян потерянным, так как наследник и двоюродный брат Гуго, будучи также правнуком Амори, хоть и носил фамилию Лузиньян, но по происхождению своему уже был членом семьи графов Пуату.
Во Франции Гуго VI де Лузиньян по прозвищу «Дьявол», происходивший по матери из рода графов де Ла Марш, после пресечения в 1090-е годы этой династии в мужском колене предъявил права на графство, но в итоге оно досталось его двоюродной сестре Альмодизе де Ла Марш и её мужу Роджеру Монтгомери. Несмотря на это, Гуго VI Лузиньян присвоил себе титул графа де Ла Марш. В 1178 году Ла Марш был продан английскому королю, а в 1199 году Гуго IX Лузиньян похитил вдовствующую английскую королеву Алиенору Аквитанскую и заставил её и её сына Иоанна Безземельного признать его права на графство.
В то время, как Амори и Ги Лузиньяны, младшие представители рода, участвовали в крестовых походах и закрепляли за собой земли на Востоке, оставшиеся во Франции члены рода старались усилить и увеличить доставшиеся им на родине владения. Рауль Лузиньян, младший брат Гуго IX, в 1194 году, вступив в брак, приобретает графство Э в Нормандии, а его племянник Гуго Х Лузиньян в 1220 году, женившись на вдове английского короля Иоанна Безземельного Изабелле Ангулемской, становится графом Ангулемским. В то время как графство Э было Лузиньянами через поколение утрачено, графствами Марш и Ангулем они владели вплоть до 1309 года, когда, после смерти последнего графа Лузиньян, его сёстры передали эти владения французской короне.

## Представители рода Лузиньян до крестовых походов
- Гуго I Охотник
- Гуго II Добрый, ум. 967 г., построил замок Лузиньян
- Гуго III Белый, ум. 1012 г.
- Гуго IV Коричневый, ум. 1026/27г.
- Гуго V Благочестивый, ум. 1060 г. Был женат на Альмодис де ла Марш, дочери Бернара I, графа де Ла Марш.

## Представители рода Лузиньян времён крестовых походов
- Гуго VI Дьявол, ум. 1102 г., сеньор де Лузиньян, граф Марш
- Гуго VII Коричневый, ум. 1151 г., сеньор де Лузиньян, граф Марш
- Гуго VIII Старый, ум. 1165 г., сеньор де Лузиньян, граф Марш
- Гуго, ум. 1169 г., регент Лузиньяна и Марша, в отсутствие отца Гуго VIII, участвовавшего в крестовом походе
- Гуго IX Коричневый, ум 1219 г., сеньор де Лузиньян, граф де Ла Марш, граф Ангулема
- Рауль I, сеньор Иссудена, граф д’Э
- Ги, ум. 1194 г., король Иерусалимский, король Кипра
- Амори, ум. 1205 г., король Кипра
- Жоффруа I Лузиньян, ум. 1224, сеньор де Монконтур, граф Яффы и Аскалона (1191-93).

## Графы Ла Марш и Ангулем
- Гуго IX Коричневый, ум. 1219 г.
- Гуго X Коричневый, ум. 1249 г. во время 7-го крестового похода
- Гуго XI Коричневый, ум. 1250 г. во время 7-го крестового похода
- Гуго XII Коричневый, ум. 1270 г.
- Гуго XIII де Лузиньян, ум. 1303 г.
- Ги I де Лузиньян, ум. 1303 г., последний представитель мужской линии рода Лузиньянов, ветви графов Ла Марша и Ангулема
- Иоланда де Лузиньян, ум. 1314 г., передала в 1309 году оба графства короне
- Гильом (Уильям) де Валенс, ум. 1294/96г., граф Пембрук
- Аймар, ум. 1324 г., граф Пембрук

## Короли Кипра
- Ги, ум. 1194 г., король с 1192 года
- Амори, ум. 1205 г., король с 1194 года
- Гуго I (король Кипра), ум. 1219 г., король 1205-18
- Генрих I (король Кипра), король 1218-53
- Гуго II (король Кипра), король 1253-67
- Гуго III (король Кипра), король 1267-84 (сын Изабеллы, дочери Гуго I, и Генриха Антиохийского из Аквитанского дома)
- Жан I (король Кипра), король 1284-85
- Генрих II (король Кипра), король 1285—1324
- Амори II Тирский, регент 1306-10
- Гуго IV (король Кипра), король 1324-59
- Петр (Пьер) I, король 1359-69
- Петр (Пьер) II, король 1369-82
- Жан де Лузиньян, регент
- Жак I (король Кипра), король (1382-98)
- Янус (король Кипра), король Кипра 1398—1432, а также Армении и Иерусалима (номинально)
- Жан II (король Кипра), король Кипра 1432-58, а также Армении и Иерусалима (номинально)
- Шарлотта Лузиньян, королева Кипра 1458-64, королева Армении и Иерусалима (номинально)
- Жак II (король Кипра), король 1464-73, король Армении и Иерусалима (номинально)

После смерти Жака II и умершего в том же году его новорождённого сына Кипр, а также королевские титулы Армении и Иерусалима перешли к вдове Жака, Катарине Корнаро, передавшей их в 1489 году Венецианской республике.

## Короли Армении
Связи Лузиньянов (кипрской ветви) и королевского дома Армении были заложены первым королём Армении в регионе Киликия Левоном II ( коронованным как Левон I). К концу XIII века эти связи заметно укрепились: от брака Амори Тирского с армянской принцессой Забел (Изабеллой), произошли Лузиньяны Армении, то есть армянская ветвь династии Лузиньян.
- Костандин III (урожденный Ги де Лузиньян, сын Амори Тирского), король 1342-1344
- Левон VI, ум. 1393, король 1374-1375 (сын Иоанна де Лузиньян, внук Амори Тирского)
- Жак I (номинально)
- Янус (номинально)
- Жан II (номинально)
- Шарлотта Лузиньян (номинально)
- Жак II (номинально)
- Яков III (номинально)

Последние 6, будучи королями Кипра, формально также носили титул королей Армении. В 1485 году Шарлотта Лузиньян в обмен на сумму в размере 4300 флоринов, равную её годовому содержанию, уступила свои титулы монарха Кипра, Иерусалима и Киликийской Армении сыну своего кузена Карлу I Савойскому.

## Лузиньяны в современной культуре

### Фильмы
В фильме Царство небесное, режиссёра Ридли Скотта, главным антагонистом является Ги де Лузиньян.